# Erik Karlsson (fysiker)

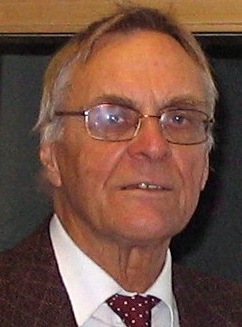
Erik Karlsson

Bror Erik Karlsson, född 23 juni 1931 i Svanskog, Värmlands län, är en svensk fysiker. 
Erik Karlsson blev 1962 filosofie doktor vid Uppsala universitet där han sedan var verksam som universitetslektor 1965–1975 innan han utnämndes till professor i fysik år 1975. Under åren 1977–1980 vistades han vid partikelfysiklaboratoriet CERN i Schweiz, där han ledde utvecklingen av metoder för användning av positiva myoner för studier av magnetism och av lätta partiklars rörelse i metaller. Under 1980-talet kompletterades de senare studierna med arbeten inom vätets diffusion i tunna metallskikt baserade på kärnfysikaliska metoder. Hans intresse för partiklars tunnelfenomen ledde senare till experimentella och teoretiska studier av kvantmekanisk sammanflätning och dekoherens, baserade på neutronexperiment vid Rutherford-Appleton-laboratoriet i England. 
Karlsson invaldes 1982 i Vetenskapsakademien och var 1987–1996 ledamot av Nobelkommittén för fysik, det sista året som dess ordförande. Han stod 1997 som värd för Nobelsymposiet “Modern Studies of Basic Quantum Concepts and Phenomena” och skrev om fysikprisens historia till 100-årsjubileet år 2001 . Han har sammanfattat sin verksamhet som fysiker i boken Vandringar i fysikens värld och beskrivit sin barndomsbygd i Livet i ett hörn av Svanskog . 
Han är gift och bosatt i Uppsala.